# Дорн
Дорн (фр. Dornes) насеље је и општина у источном делу централне Француске у региону Бургоња, у департману Нијевр која припада префектури Невер.
По подацима из 2011. године у општини је живело 1336 становника, а густина насељености је износила 33,83 становника/km². Општина се простире на површини од 39,49 km². Налази се на средњој надморској висини од 230 метара (максималној 261 m, а минималној 207 m).

## Демографија
| 1962. | 1968. | 1975. | 1982. | 1990. | 1999. | 2011. |
| ----- | ----- | ----- | ----- | ----- | ----- | ----- |
| 1.332 | 1.360 | 1.295 | 1.257 | 1.257 | 1.219 | 1.336 |

График промене броја становника у току последњих година